# Al-Qadarif (Bundesstaat)
Al-Qadarif (arabisch القضارف, DMG al-Qaḍārif; Alternativschreibung Gedaref, seltener Gadaref, Gadarif oder Qadārif) ist ein Bundesstaat im Sudan.
Er hat eine Fläche von 75.263 km² und rund 1,3 Millionen Einwohner. Seine Hauptstadt ist die gleichnamige Stadt al-Qadarif, weitere größere Orte sind Gallabat, al-Hawatah und Doka.

## Geschichte
1919–1991 gehörte das Gebiet des heutigen Bundesstaates al-Qadarif zur Provinz Kassala, 1991–1994 gehörte es zum neu geschaffenen Bundesstaat asch-Scharqiyya, der der Provinz Kassala von 1919 bis 1973 glich. Am 14. Februar 1994 wurde al-Qadarif als eigener Bundesstaat abgespalten.